# Franciszek Kręcki

herb Kręckich (Bończa odmienna)

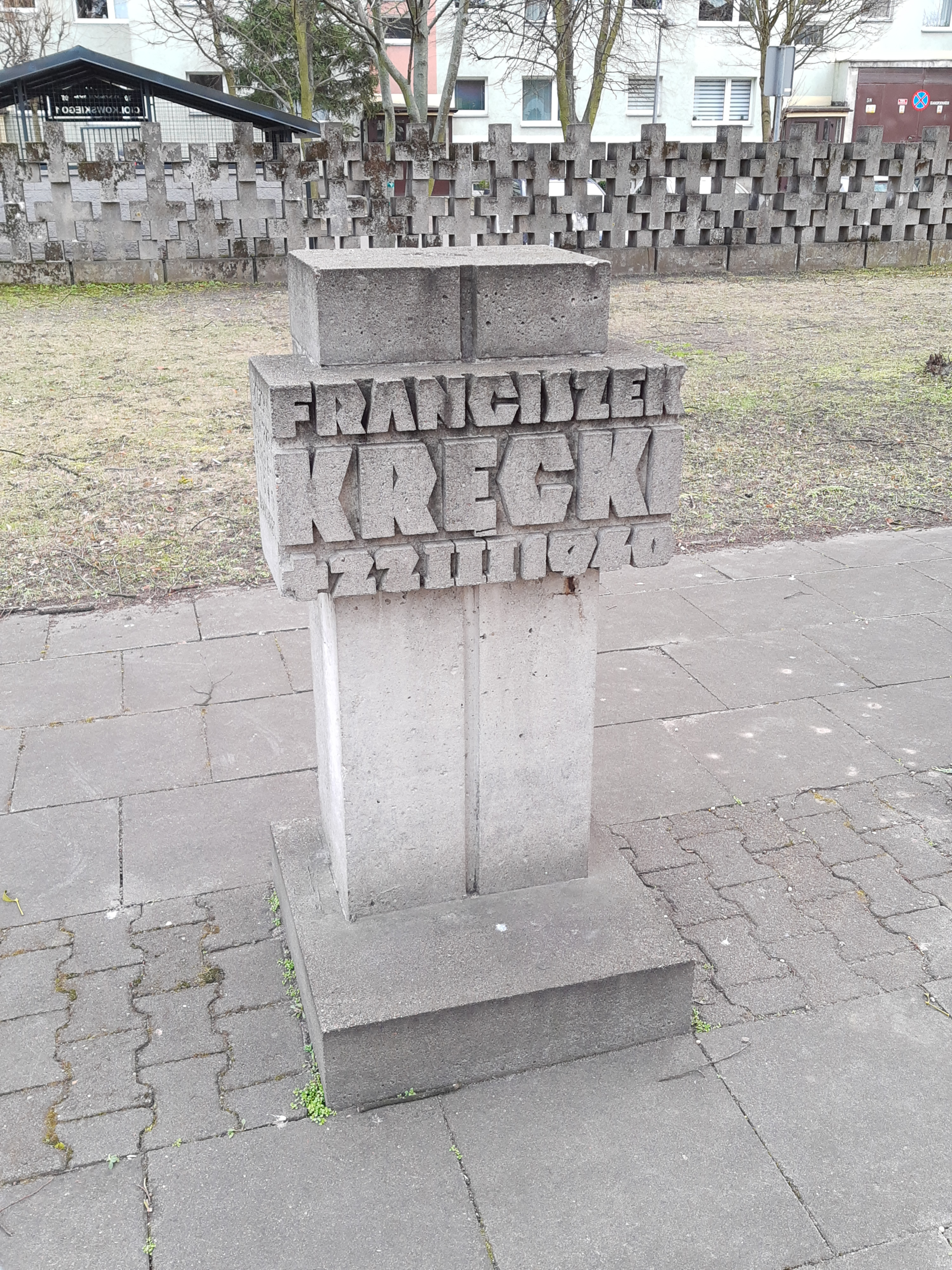
Grób Franciszka Kręckiego na Cmentarzu Ofiar Hitleryzmu na Zaspie

Franciszek Leon Kręcki (ur. 16 kwietnia 1883 w Borzestowie, zm. 22 marca 1940 w Stutthofie) – polski prawnik, dyrektor banku, działacz kaszubski i polonijny w Gdańsku, kawaler Orderu Virtuti Militari.

## Życiorys
Urodził się w Borzestowie koło Kartuz. Pochodził z drobnoszlacheckiej rodziny kaszubskiej herbu Bończa odmienna przydomku szlacheckiego Kręckich „Bobrius”. Syn Konstantego i Lukrecji z d. Warzewska. Franciszek Kręcki był bratem działaczki pomorskiej Marii Lukrecji Bobrius-Kręckiej.
Ukończył gimnazjum w Chełmnie. Studiował prawo w Królewcu, Berlinie i Heidelbergu, gdzie uzyskał uprawnienia do prowadzenia kancelarii adwokackiej, a następnie doktorat. Władze pruskie nie pozwoliły mu jednak otworzyć własnej kancelarii.
Od 1907 związał się z Gdańskiem, gdzie został jednym z dyrektorów Domu Handlowego i Komisowego „Ceres”. W październiku 1919 firma ta została przekształcona w gdański oddział Banku Kwilecki, Potocki i Spółka, a Kręcki był przez cały okres 1919-1939 jego dyrektorem. Zasiadał też m.in. w zarządzie Gdańskiej Giełdy Papierów Wartościowych i Dewiz, w radach nadzorczych The British and Polish Trade Bank i Bank von Danzig, członkiem Związku Polskich Kupców i Przemysłowców.
Należał do pierwszych członków założonego przez Friedricha Lorentza w 1907 w Kartuzach Kaszubskiego Towarzystwa Ludoznawczego, wspólnie z Aleksandrem Majkowskim wydawał czasopismo „Gryf”, przez pewien czas samodzielnie kierował jego redakcją. 22 sierpnia 1912 został skarbnikiem Towarzystwa Młodokaszubów. Od 1911 był prezesem gdańskiego gniazda Towarzystwa Gimnastycznego „Sokół”. Był też członkiem Bractwa Pomorskiego w Toruniu (1921) oraz Zrzeszenia Miłośników Kaszubszczyzny „Stanica”, również w Toruniu (1936).
Podczas I wojny światowej w 1914 wcielony do armii niemieckiej. Po powrocie do Gdańska w latach 1918–1920 kierował gdańskim podkomisariatem Naczelnej Rady Ludowej i tajną Organizacją Wojskową „Pomorze”, przygotowywaną na wypadek zbrojnego powstania w celu przyłączenia Pomorza do Polski.
Po utworzeniu Wolnego Miasta Gdańska włączył się niezwykle aktywnie w życie Polonii. Wstąpił do utworzonego w 1922 Towarzystwa Przyjaciół Nauki i Sztuki, wspierał finansowo wydawany przez nie „Rocznik Gdański”, udzielał się w Gdańskiej Macierzy Szkolnej. W 1935, po utworzeniu Gdańskiego Okręgu Związku Harcerstwa Polskiego został jego prezesem; do jego zadań należało przygotowanie bazy materialnej i lokalowej dla rozbudowującego się harcerstwa. Członek Komitetu Budowy Domu Polskiego, który otwarto przy ul. Wałowej w grudniu 1924.
Aresztowany 1 września 1939, został osadzony w Victoriaschule, a zimą w Stutthofie. Został rozstrzelany w zbiorowej egzekucji działaczy polskich w lesie obok obozu w Wielki Piątek 1940.
W 1947 jego szczątki ekshumowano i pochowano na cmentarzu na Zaspie w Gdańsku. Patronuje ulicy w gdańskiej Oliwie.

## Ordery i odznaczenia
- Krzyż Srebrny Orderu Wojskowego Virtuti Militari nr 7670 (17 maja 1922)[4][6]
- Krzyż Niepodległości z Mieczami[4]
- Krzyż Kawalerski Orderu Odrodzenia Polski
- Złoty Krzyż Zasługi